# Deafheaven
Deafheaven — американская блэк-метал-группа из Сан-Франциско, основанная в 2010 году. Группа была создана двумя музыкантами — вокалистом Джорджем Кларком и гитаристом Керри МакКоем, которые вместе записали и самостоятельно выпустили демо-альбом. После выпуска демо в группу пришли три новых участника и Deafheaven начали гастролировать. В конце 2010 года группа подписала контракт с Deathwish Inc., а позже выпустила свой дебютный альбом Roads to Judah в апреле 2011 года. Они создали уникальный стиль, сочетающий в себе блэк-метал, шугейз и пост-рок, позже названный рецензентами «блэкгейз».
Второй альбом Deafheaven, Sunbather, был выпущен в 2013 году и получил широкое признание критиков, получив одни из лучших оценок из всех рецензируемых альбомов 2013 года в США.
В 2015 году группа выпустила альбом New Bermuda, а в 2018 году — Ordinary Corrupt Human Love. На их пятом альбоме Infinite Granite, вышедшем в 2021 году, резко сократилось использование скрим-вокала.

## История

### Создание и первое демо (2010)
Deafheaven образована в феврале 2010 года в Сан-Франциско, штат Калифорния, вокалистом Джорджем Кларком и гитаристом Керри МакКоем, которые ранее вместе играли в грайндкор-группе Rise of Caligula. Кларк и МакКой записали безымянный демо-альбом в апреле 2010 года в Atomic Garden Studio с продюсером Джеком Ширли. Запись обошлась в примерно 500$, которые группа в то время не могла себе позволить. Поскольку в то время у дуэта не было электрогитары или усилителя, песни были написаны на акустической гитаре и записаны на оборудовании, взятом на студии. В безымянное демо вошли четыре трека, сочетающие традиционный блэк-метал и пост-рок. Демо получило положительные оценки, и после этого Кларк и МакКой нашли ещё трёх музыкантов — басиста Дерека Прайна, гитариста Ника Бассетта из шугейз-группы Whirr и барабанщика Тревора Дешрайвера, который откликнулся на объявление в Craigslist, — чтобы начать играть свои первые концерты в июле 2010 года.

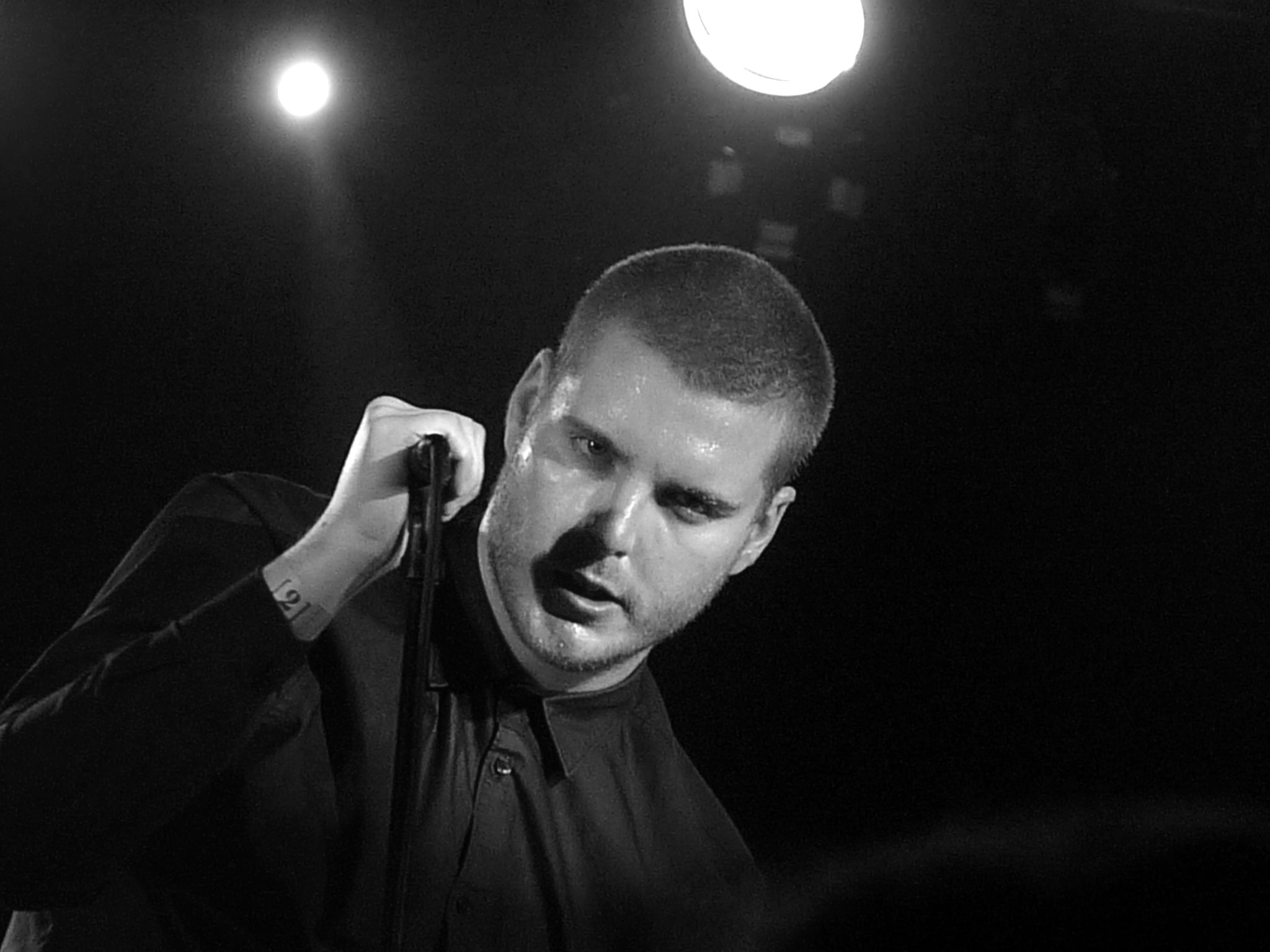
Джордж Кларк в Барселоне в 2012 году

### Контракт с Deathwish Inc. иRoads to Judah(2010—2012)
Deafheaven объявили, что в декабре 2010 года они подписали контракт с лейблом Deathwish Inc., основанным вокалистом Converge Джейкобом Бэнноном. Deathwish связались с Deafheaven и изначально хотели выпустить демо на физических носителях. К этому моменту у группы уже был написан новый материал, и они спросили, может ли Deathwish выпустить как демо, так и новый материал. Первым релизом, выпущенным Deafheaven через Deathwish, был 7-дюймовый виниловый сингл, в котором были представлены две песни из демозаписи группы: «Libertine Dissolves» и «Daedalus». Сингл был выпущен в ограниченном количестве и разослан в качестве подарка случайным людям, которые сделали покупку в интернет-магазине Deathwish.
Дебютный альбом группы Roads to Judah был выпущен 26 апреля 2011 года на лейбле Deathwish. Название альбома является отсылкой к N Judah, одной из самых загруженных линий в транспортной системе Сан-Франциско. Лирика альбома посвящена злоупотреблению Кларком наркотиков. Roads to Judah получил положительные отзывы от журнала Decibel и RVA и был включен в несколько списков года, включая NPR, Pitchfork и A.V. Club. MSN Music назвал Deafheaven одним из лучших новых исполнителей 2011 года.
Для продвижения Roads to Judah Deafheaven выступили на фестивале SXSW в Остине, штат Техас, в марте 2011 года, гастролировали по Соединённым Штатам с канадской нойз-рок-группой KEN mode в июне 2011 года, выступили на калифорнийском фестивале Sound and Fury в июле 2011 года, гастролировали по США с пост-рок-группой Russian Circles в ноябре 2011 года и совершили тур по Европе в феврале 2012 года. МакКой сказал, что Russian Circles «взяли их под своё крыло» во время тура и научили их, как должна вести себя группа. Deafheaven также участвовали в фестивалях 2012 года Northside в Бруклине, штат Нью-Йорк и Fun Fun Fun в Остине, штат Техас.

В рамках серии бесплатных концертных альбомов Deathwish Inc. Deafheaven выпустили Live at The Blacktop в июле 2011 года. Альбом включал в себя живое выступление 15 января 2011 года в Белл-Гарденс, Калифорния, в Blacktop — бывшем погрузочном доке, преобразованном в концертную площадку. В ноябре 2012 года Deafheaven выпустили сплит-EP с американской блэк-метал-группой Bosse-de-Nage на лейбле The Flenser. Для сплита Deafheaven записали кавер-версии двух песен Mogwai из альбома Come On Die Young, «Punk Rock» и «Cody», выпущенных в виде одного трека. Также в 2012 году Deafheaven выпустили переиздание своего демо 2010 года через Sargent House.

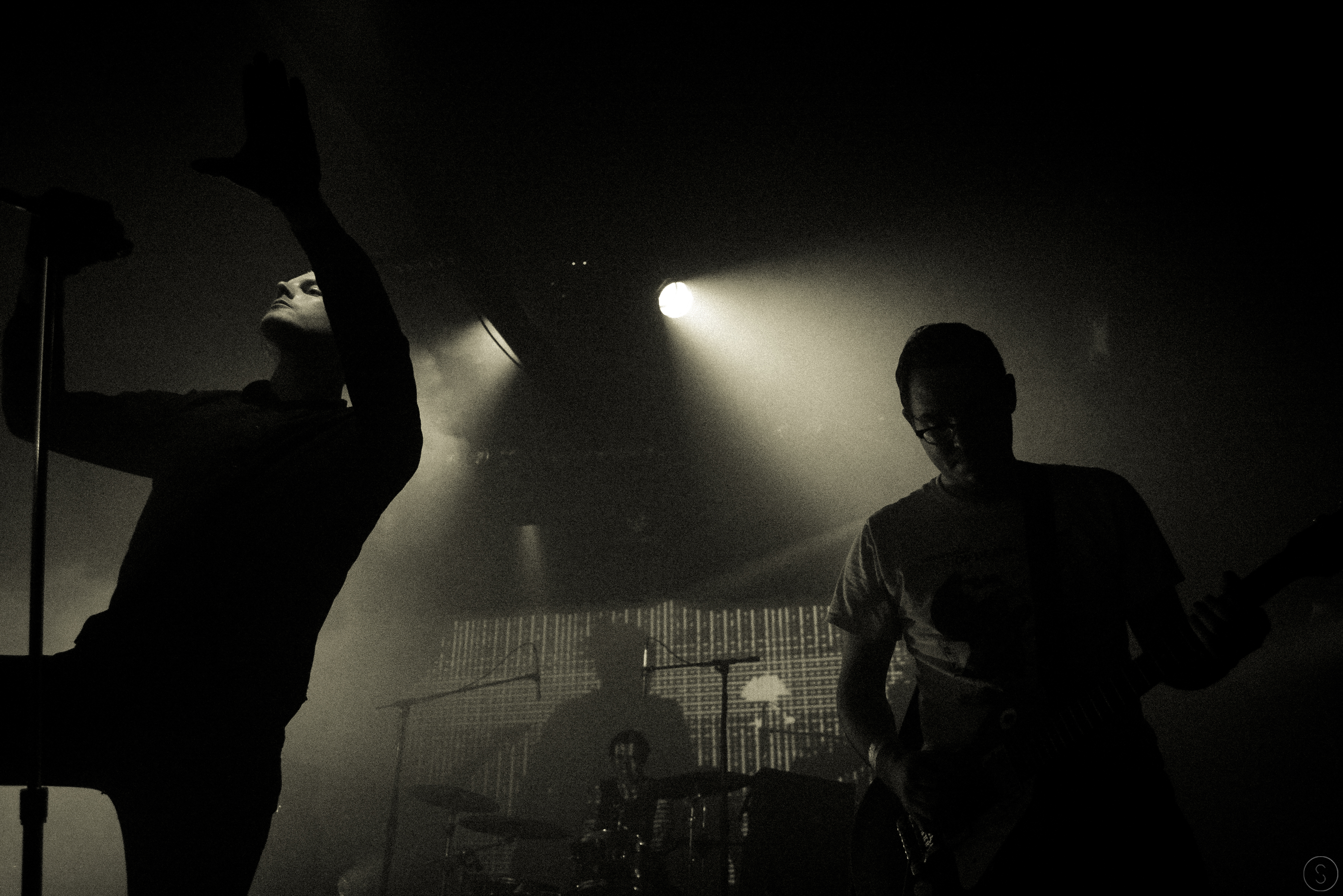
Джордж Кларк (слева), Дэниел Трейси (сзади), и Керри МакКой (справа) на концерте в 2013 году

### Sunbather, новый состав и признание критиков (2013—2014)
Уже в сентябре 2011 года Deafheaven объявили, что начали писать новую музыку для потенциального сплита, EP или полноформатника. МакКой описал материал как «более быстрый, тёмный, намного более тяжёлый и гораздо более экспериментальный», чем Roads to Judah. Тем не менее, в декабре 2012 года Кларк описал новый материал как менее меланхоличный и менее сосредоточенный на блэк-метале, но временами демонстрирующий более «сочный и рок-ориентированный, даже поп-ориентированный» звук. Новый альбом, получивший название Sunbather, был написан исключительно основателями, Кларком и МакКоем, — аналогично тому, как было написано демо — в отличие от Roads to Judah, который был написан всей группой из пяти человек. В студии к дуэту также присоединился новый барабанщик Дэниел Трейси, который «добавил собственный стиль игры на барабанах к уже созданным скелетам песен». Название альбома отражает представление Кларка о совершенстве. Он заявил, что оно призвано представлять «богатое, красивое, совершенное существование, которое, естественно, недостижимо, и трудности, связанные с необходимостью иметь дело с этой реальностью из-за ваших собственных ошибок, проблем в отношениях, семейных проблем, смерти и так далее». Deafheaven вошли в студию для записи Sunbather в январе 2013 года с Джеком Ширли и выпустили альбом 11 июня 2013 года на лейбле Deathwish.
Sunbather был хорошо принят критиками после выхода. Metacritic оценил альбом 92/100, основываясь на 18 рецензиях, а позже объявил его лучшим альбомом 2013 года. Это также был первый релиз Deafheaven, попавший в чарты Billboard — он занял 130-е место в чарте Billboard 200 и 2-е место в чарте Top Heatseekers. В дополнение к новому барабанщику Дэниелу Трейси, группа наняла басиста Стивена Кларка и гитариста Шива Мехру для туров в 2013 году. Первым туром Deafheaven в поддержку Sunbather был тур по Европе и России с The Secret в апреле-мае 2013 года, за которым последовал тур по США с Marriages в июне-июле того же года. В 2014 году Deafheaven гастролировали по Австралии в январе, c Between the Buried and Me с Intronaut и The Kindred в феврале-марте, гастролировали по Азии и Европе в мае-июне, США с Pallbearer в июне, затем отправились во второй европейский тур в августе и тур по Северной Америке с No Joy в сентябре.
В 2013 году участники Deafheaven Дэниел Трейси и Шив Мехра создали психоделический сайд-проект под названием Creepers с Варуном Мехрой и Кристофером Нативидадом. В том же году группа выпустила одноимённый EP, а в 2014 году выпустила свой дебютный альбом Lush через All Black Recording Company — инди-лейбл, основанный Джорджем Кларком и бывшим участником Deafheaven Дереком Прайном.
25 августа 2014 года Deafheaven выпустили новый сингл под названием From the Kettle Onto the Coil в рамках еженедельной серии синглов кабельной сети Adult Swim 2014 года. Кларк описал песню как следующую формуле, аналогичной песням, написанным для Sunbather, и это не было намёком на то, как может звучать третий студийный альбом группы.

### New Bermuda,Ordinary Corrupt Human Loveи10 Years Gone(2015—2020)

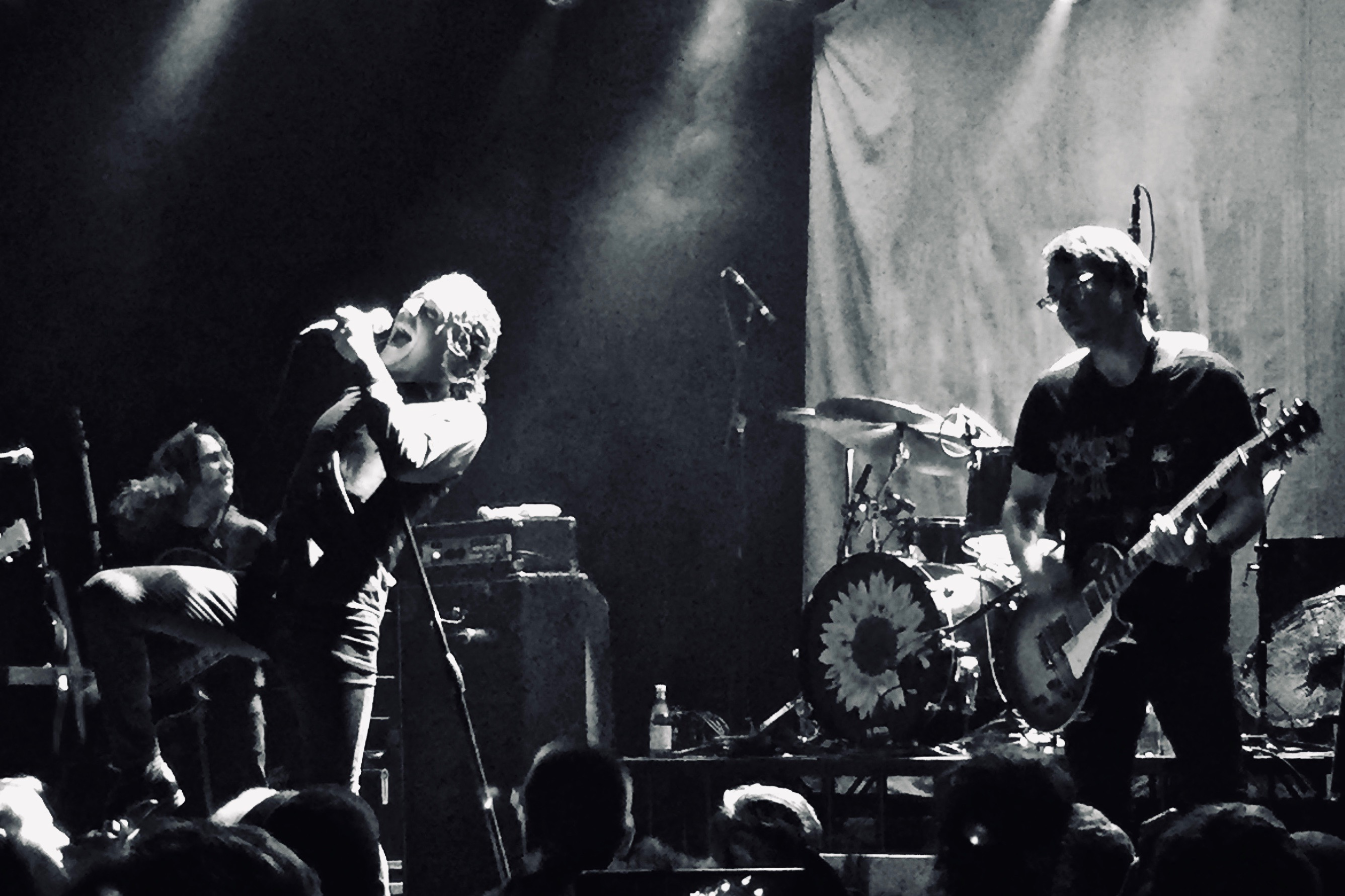
Deafheaven в Провиденсе, 2018 год

В июле 2015 года Deafheaven сообщили о возможном выпуске своего третьего студийного альбома в октябре 2015 года на дочернем лейбле Epitaph Records — ANTI- Records. 28 июля 2015 года группа анонсировала свой третий студийный альбом под названием New Bermuda, который был выпущен 2 октября 2015 года на лейбле Anti- Records. New Bermuda был назван 12-м лучшим альбомом года в 2015 году по версии журнала Spin.
Группа начала работать над продолжением альбома New Bermuda в январе 2018 года, когда они объявили, что работают в студии над новым альбомом, релиз которого запланирован на конец года. 17 апреля 2018 года группа выпустила «Honeycomb», сингл с их будущего четвёртого студийного альбома Ordinary Corrupt Human Love. 12 июня 2018 года был выпущен второй сингл под названием «Canary Yellow». Альбом был выпущен 13 июля 2018 года на лейбле Anti- Records. Он получил широкое признание критиков.
7 декабря было объявлено, что сингл «Honeycomb» был номинирован на премию «Грэмми» за лучшее метал-исполнение.
Группа выпустила неизданный трек со своего четвёртого альбома под названием «Black Brick» 27 февраля 2019 года. 4 декабря 2020 года группа к своему десятилетию выпустила юбилейную живую запись под названием 10 Years Gone. В примечаниях к альбому говорилось: «Мы благодарны, что смогли сделать этот проект, и что фанаты остались с нами, пока мы создаём новую музыку для 2021 года», как бы намекая на предстоящий альбом.

### Infinite Granite(2021—н.в.)
7 июня 2021 года группа стёрла свои страницы в социальных сетях и опубликовала тизерное видео с датой «08.20.21» на своём официальном сайте, а также в своих социальных сетях. Два дня спустя на стриминговых сервисах был выпущен новый сингл под названием «Great Mass of Color». Затем выяснилось, что это сингл с пятого студийного альбома группы под названием Infinite Granite. Второй сингл, «The Gnashing», был выпущен 8 июля 2021 года. Третий и последний сингл, «In Blur», был выпущен 4 августа 2021 года. Альбом вышел 20 августа 2021 года на лейбле Sargent House.

## Музыкальный стиль
Музыкальный стиль Deafheaven описывают как блэк-метал, блэкгейз, пост-метал, скримо, шугейз, пост-блэк-метал и арт-метал. Rolling Stone описывают музыкальный стиль Deafheaven как «раздвигающая границы смесь блэк-метала, шугейза и пост-рока». В интервью 2017 года для Red Bull Music Academy Daily МакКой заявил: «Весь шугейз/блэк-метал, или пост-блэк-метал, был сделан ещё за десять лет до того, как мы стали группой».

## Состав

### Нынешние участники
- Джордж Кларк — вокал (2010 — н. в.)
- Керри МакКой[англ.] — гитара (2010 — н.в.), бас-гитара (2010, 2012—2013)
- Дэниел Трейси — ударные (2012 — н.в.)[33]
- Шив Мехра — гитара, бэк-вокал, клавишные (2013 — н.в.)[5]
- Крис Джонсон — бас-гитара, бэк-вокал (2017 — н.в.)

### Бывшие участники
- Ник Бассетт[англ.] — гитара (2010—2012)[81]
- Дерек Прайн — бас-гитара (2010—2012)
- Тревор Дешрайвер — ударные (2010—2011)
- Кори Северсон — ударные (2011—2012)[80][82][83][84]
- Стивен Кларк — бас-гитара (2013—2017)

### Бывшие концертные участники
- Гэри Бетанкур — гитара (2011)[81]
- Джоуи Баутиста — гитара (2011—2012)[81]
- Майк Койл — гитара (2012)[81]

### Бывшие сессионные участники
- Джон Клайн — ударные (2010)[85]

## Дискография

### Студийные альбомы
- Roads to Judah (2011)
- Sunbather (2013)
- New Bermuda (2015)
- Ordinary Corrupt Human Love (2018)
- Infinite Granite (2021)
- Lonely People with Power[англ.] (2025)

### Концертные альбомы
- Live at The Blacktop (2011)
- 10 Years Gone[англ.] (2020)

### Сплиты и демо
- Demo (2010)
- Deafheaven / Bosse-de-Nage (2012)